# Église Saint-Étienne-le-Rond
Pour les articles homonymes, voir Église Saint-Étienne.
L'église Saint-Étienne-le-Rond (en italien :  chiesa di Santo Stefano Rotondo al Celio), est une basilique mineure de Rome remontant au Ve siècle, située sur le Caelius.

## Historique

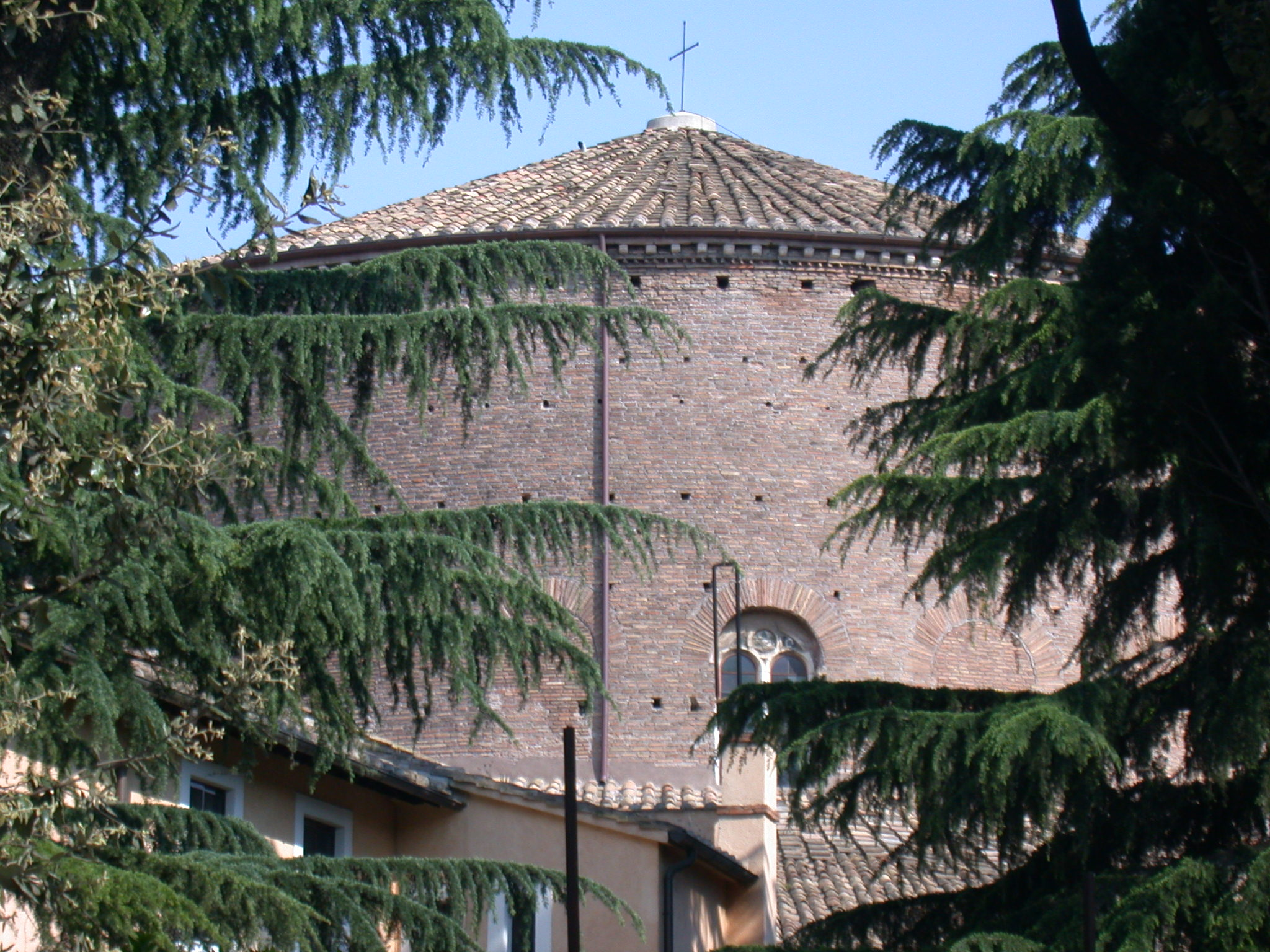
Saint-Étienne-le-Rond est la plus ancienne des églises de plan circulaire de Rome.

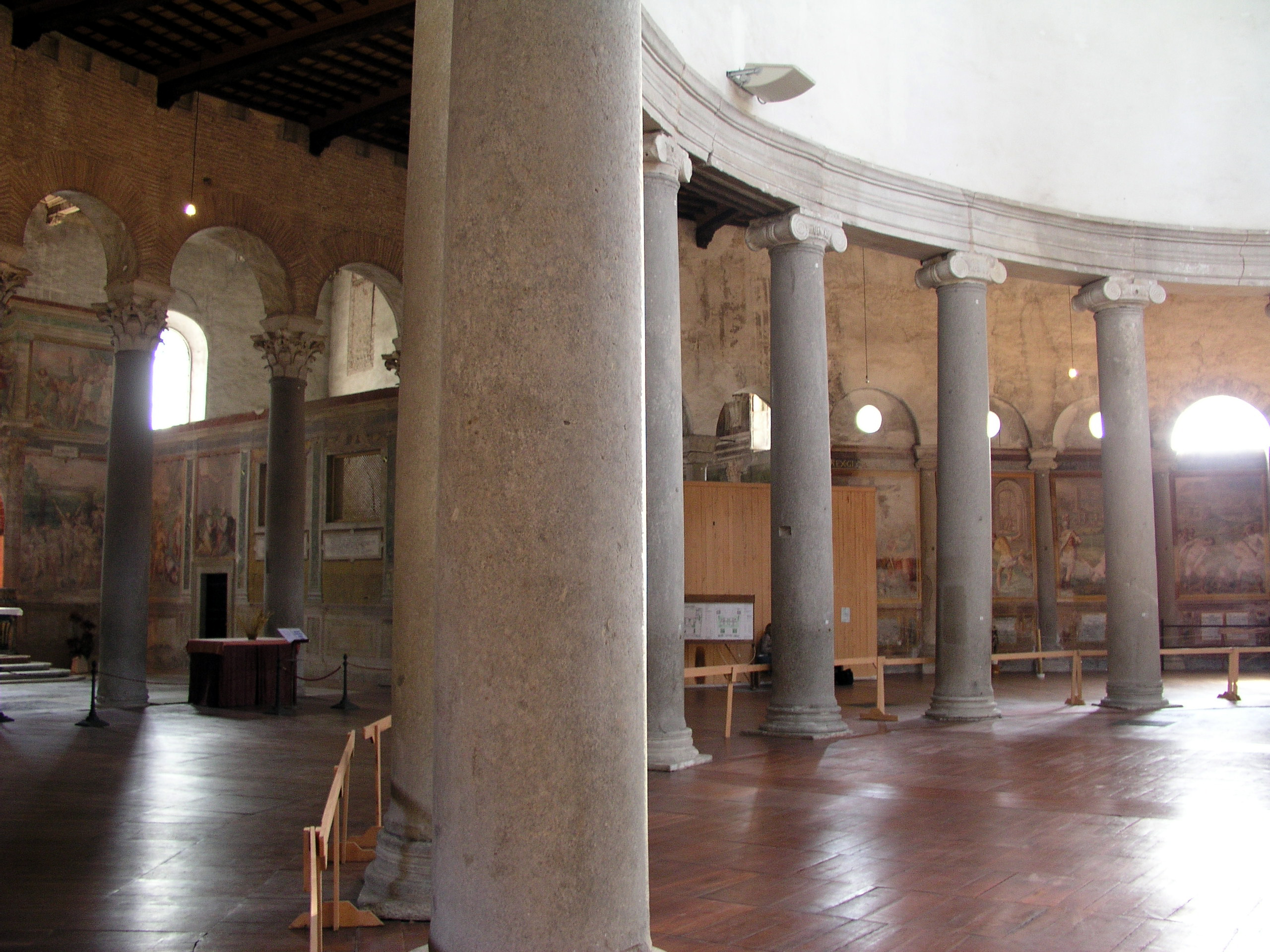
Détail de la colonnade.

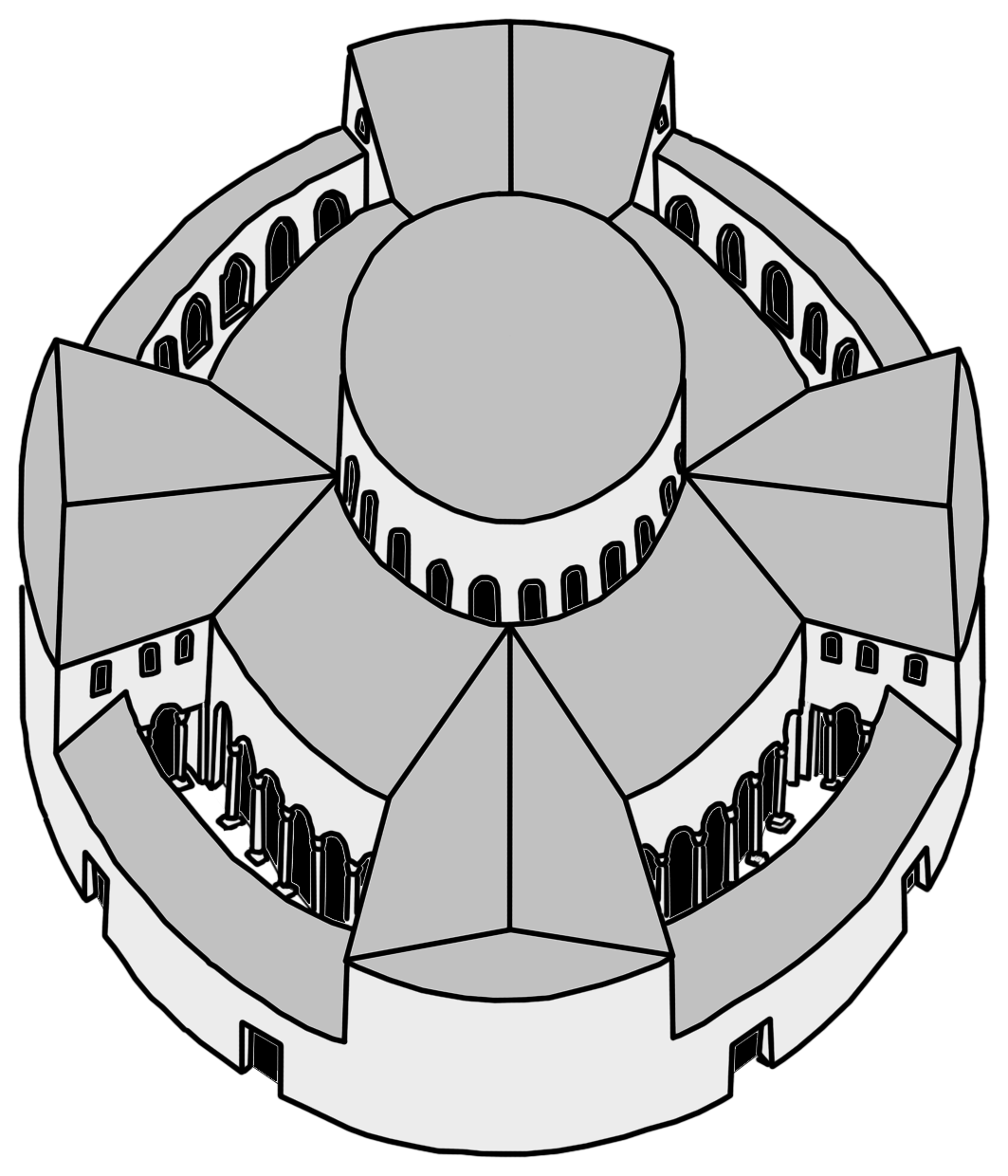
Reconstitution de l'église au Ve siècle.

L'édifice a été consacré par le pape Simplice entre 468 et 483 à saint Étienne, martyr dont le corps avait été retrouvé quelques décennies auparavant en Terre sainte et transporté à Rome. L'église a été la première de Rome à avoir un plan circulaire, inspiré de l'église du Saint-Sépulcre, à Jérusalem.
L'église a probablement été financée par la riche famille des Valérius, dont les domaines couvraient une grande partie du Caelius. Leur villa était située à proximité, sur le site de l'actuel hôpital de San Giovanni-Addolorata. Sainte Mélanie, membre de cette famille, s'était souvent rendu en pèlerinage à Jérusalem, et il y mourut, de sorte que la famille avait des liens avec la Terre sainte.
À l'origine, l'église avait trois déambulatoires concentriques flanqués de 22 colonnes ioniques, qui entouraient le centre de l'espace circulaire surmonté d'un tambour de 22 m de haut sur 22 m de large) ; 22 fenêtres éclairaient le tambour, mais la plupart d'entre elles furent murées au XVe siècle, lors d'une restauration. Le couloir extérieur a été démoli plus tard.
L'église a été embellie par les papes Jean Ier et Félix IV, au VIe siècle. En 1130, Innocent II ajouta trois arcs transversaux pour soutenir le dôme.
Au Moyen Âge, l'église Saint-Étienne-le-Rond fut confiée aux chanoines de Saint-Jean-de-Latran, mais tomba peu à peu en ruine. Au milieu du XVe siècle, Flavio Biondo fit les louanges des murs et colonnes de marbre et des œuvres de l'art cosmatesque de cette église, mais, déplorait-il, « de nos jours Saint-Étienne-le-Rond n'a plus de toit ». Blondus ajoute que l'église a été construite sur les restes d'un ancien temple de Faunus. Les fouilles, de 1969 à 1975, ont révélé que le bâtiment n'a en fait jamais été reconverti à partir d'un temple païen, mais a toujours été une église, érigée sous Constantin Ier, dans la première moitié du IVe siècle.
En 1454, le pape Nicolas V avait confié les ruines de l'église à la garde des Pères Paulins, seul ordre catholique fondé par les Hongrois. C'est la raison pour laquelle Saint-Étienne-le-Rond est devenu plus tard l'église non officielle des Hongrois à Rome. L'église a été restaurée par Bernardo Rossellino, probablement sous la direction de Leon Battista Alberti.
En 1579, les jésuites hongrois prirent la suite des pères paulins. Le Collegium Hungaricum, établi par István Arator cette année-là en cette église, fusionna rapidement avec le Collegium Germanicum en 1580, devenant ainsi le Collegium Germanicum et Hungaricum, parce que très peu d'étudiants hongrois pouvaient se rendre à Rome, depuis que les Turcs occupaient le royaume de Hongrie.
Le cardinal titulaire de Santo Stefano al Monte Celio est Friedrich Wetter, depuis 1985. Son prédécesseur, József Mindszenty, était célèbre comme leader des catholiques de Hongrie persécutés par le régime communiste.

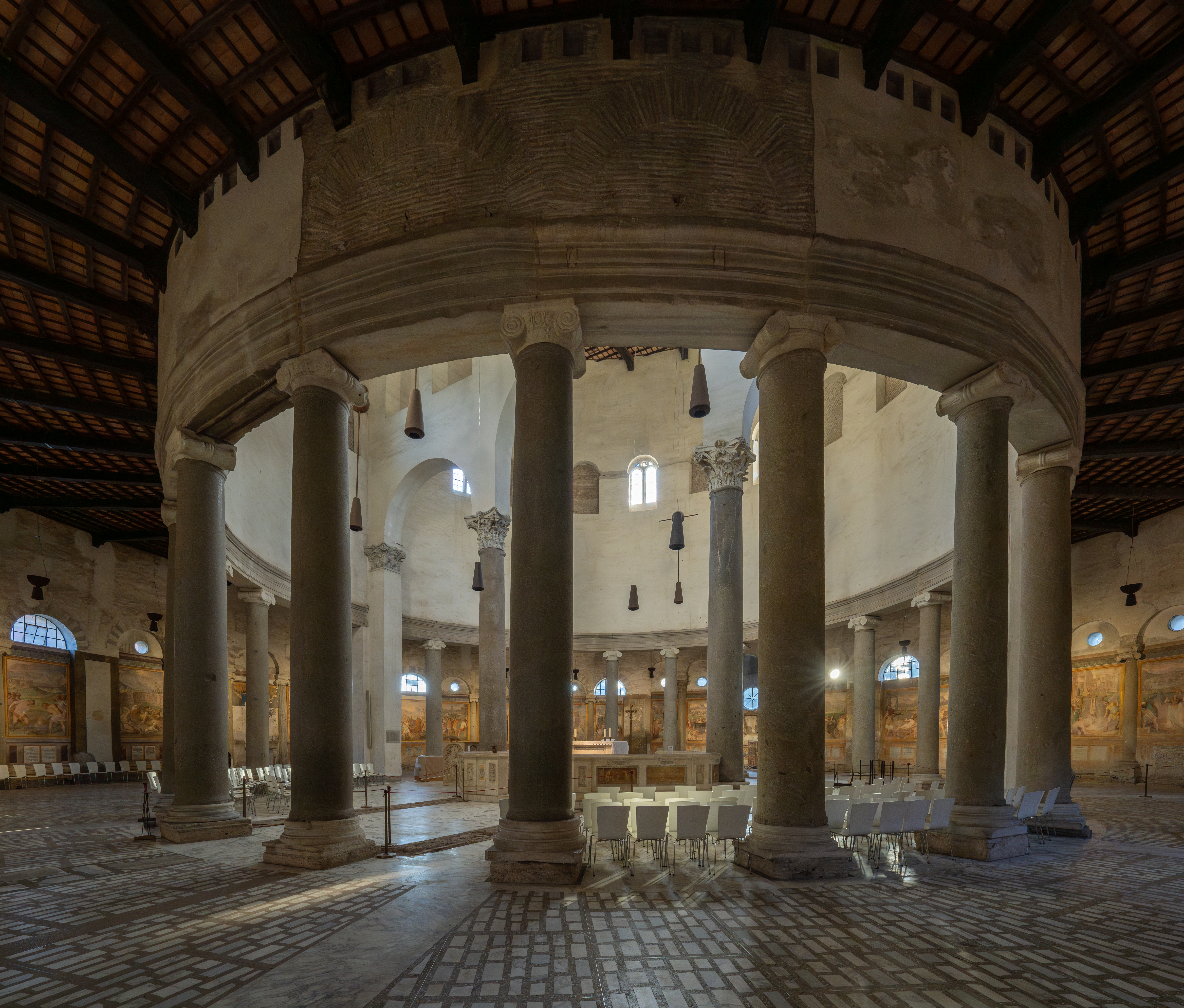
L'intérieur de l'église, restauré en 2008.

## Œuvres d'art

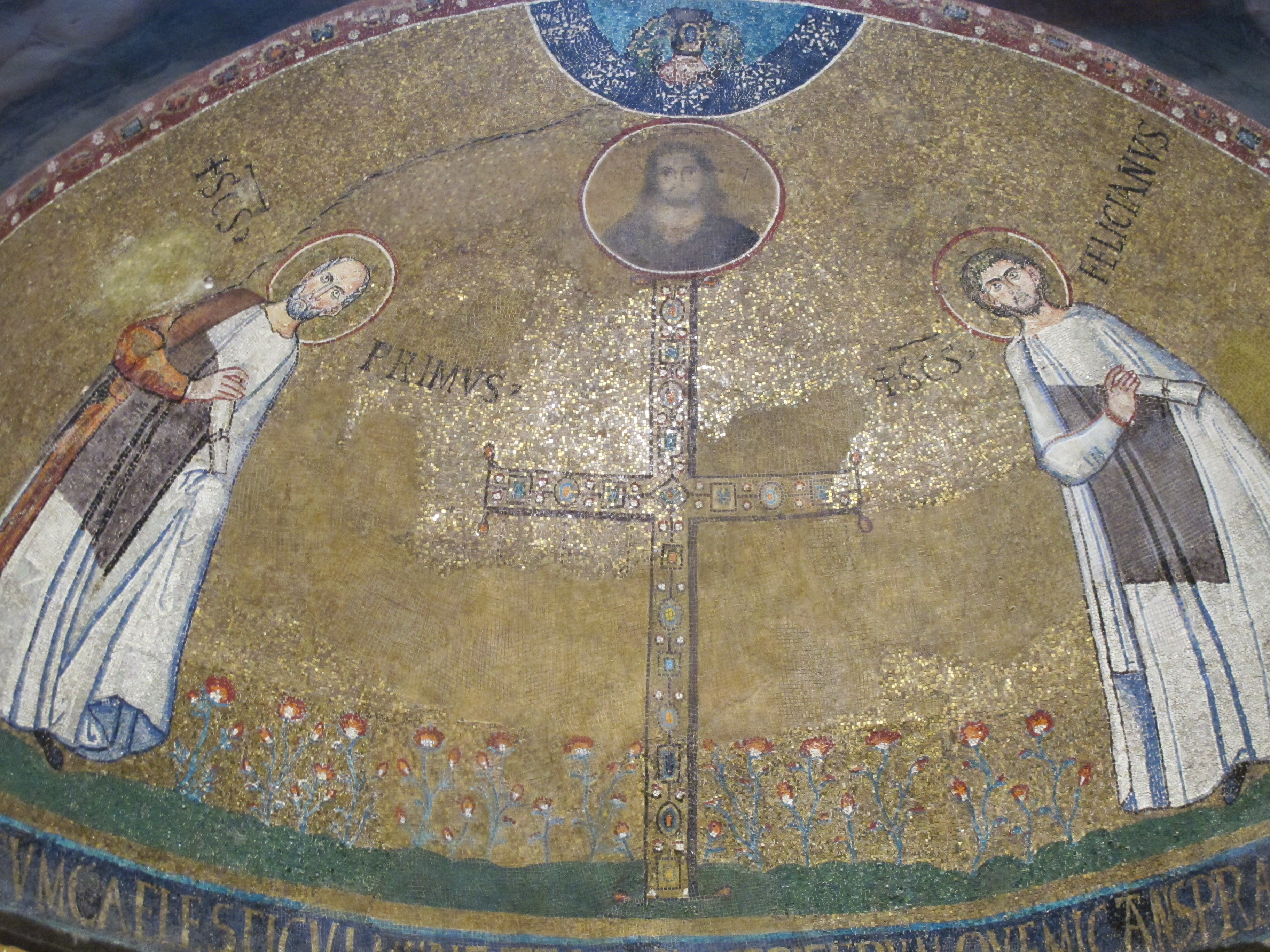
Mosaïque de l'abside.

Dans une absidiole, on peut voir une mosaïque du VIIe siècle, dans laquelle la crucifixion est évoquée par la tête du Christ dans un médaillon au-dessus d'une croix vide, conformément aux représentations byzantines.

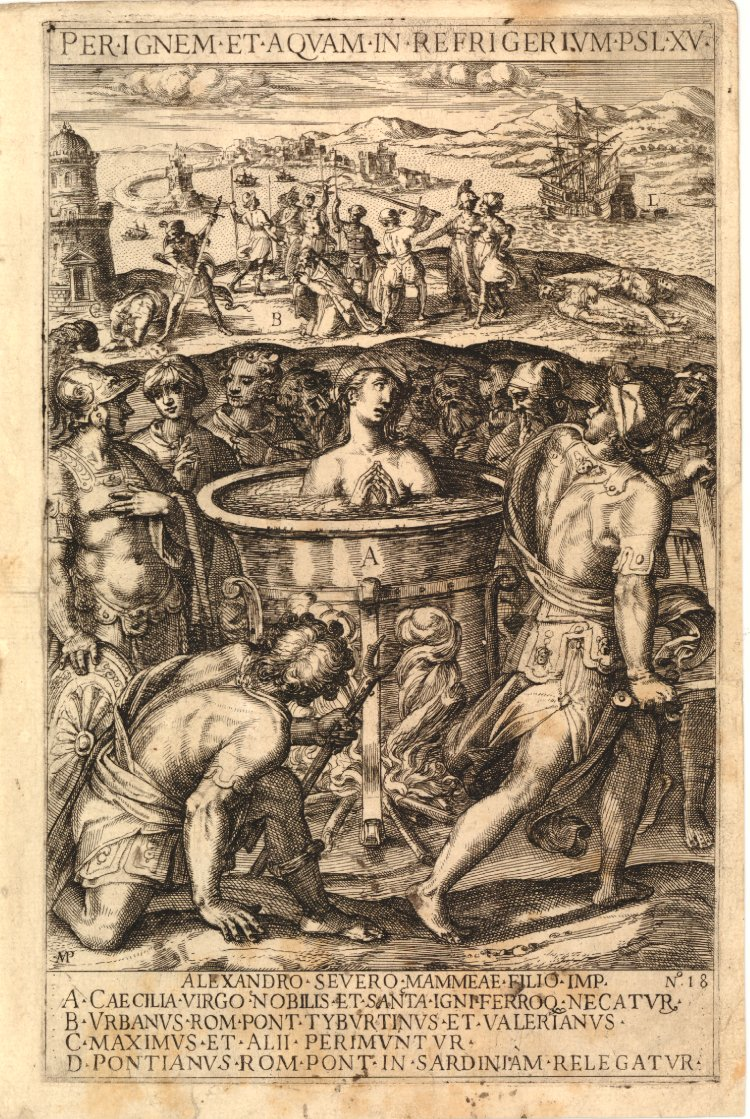
Le martyre de sainte Cécile, eau-forte du Pomarancio (fin XVI) d'après une fresque de l'église.

Les murs de l'église sont décorés de nombreuses fresques, notamment celles de Niccolò Circignani (le Pomarancio) et Antonio Tempesta représentant 34 scènes de protomartyrs, commandées par Grégoire XIII, au XVIe siècle. Toutes les peintures comportent une inscription relatant la scène représentée, avec le nom de l'empereur qui a ordonné l'exécution, ainsi que des citations de la Bible. Les peintures sont un peu morbides, et les représentations très naturalistes des tortures et exécutions (bouillis, écartelés, concassés, etc.) ne peuvent qu'inspirer l'horreur.
L'autel est l'œuvre de l'artiste florentin Bernardo Rossellino, du XVe siècle. La peinture de l'abside montre le Christ entre deux martyrs. La mosaïque de marbre et la décoration sont de la période 523-530. Une des mosaïques montre les martyrs saints Prime et Félicien de part et d'autre d'une croix.
Une inscription rappelle les funérailles du roitelet irlandais Donnchad mac Briain, mort à Rome en 1064.
Un ancien trône du pape Grégoire le Grand (vers 580) est conservé là.
La chapelle des Saints-Prime-et-Félicien conserve de rares et très intéressantes mosaïques du VIIe siècle. La chapelle a été construite par le pape Théodore Ier, qui apporta ici les reliques des martyrs et les enterra avec les restes de son père.

## Mithraeum

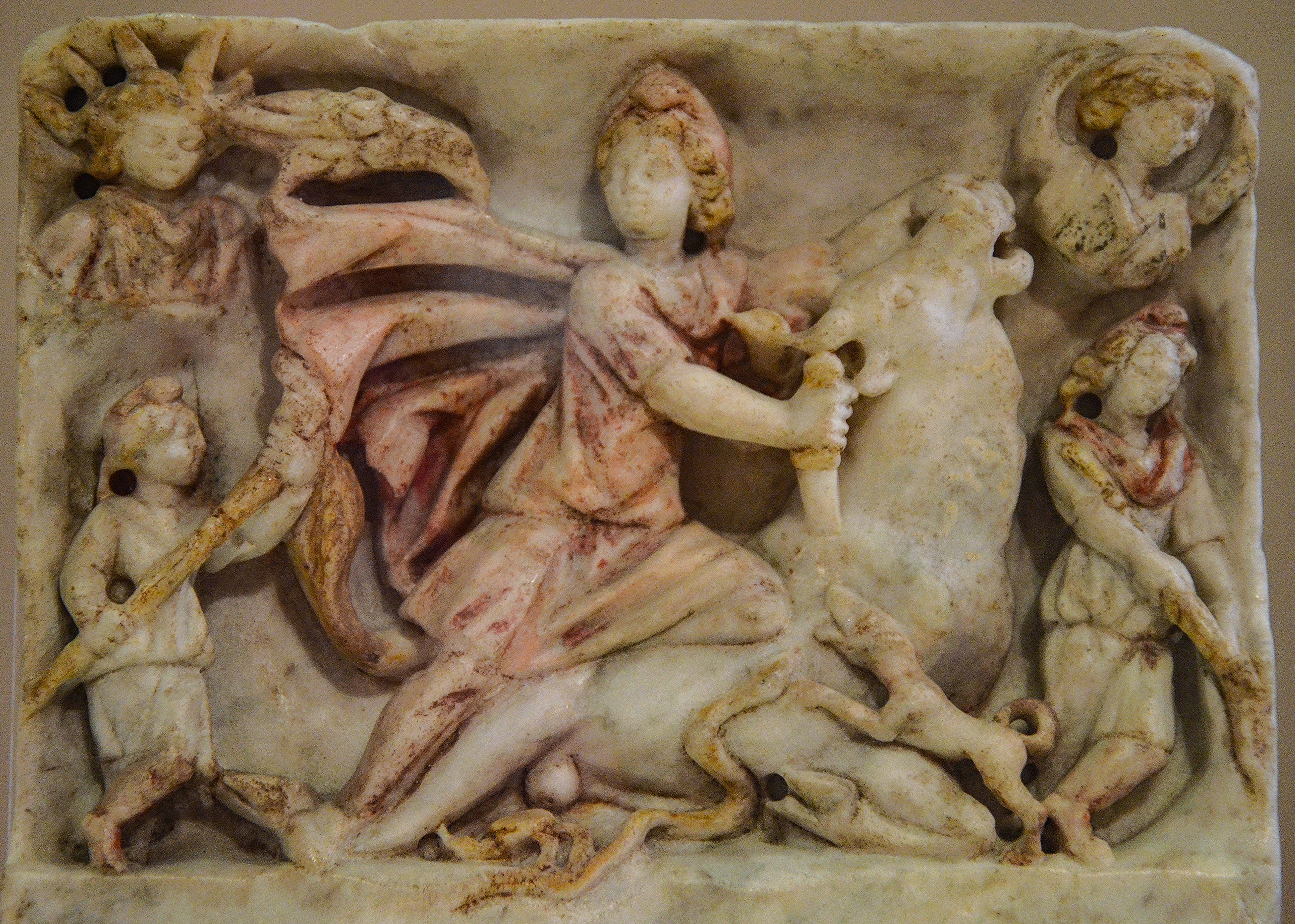
Bas-relief coloré, montrant Mithra terrassant le taureau. Mithréum de l'église Saint-Étienne-le-Rond. Musée national romain.

Sous l'église se trouve un mithraeum du IIe siècle, lié à la présence d'une caserne de soldats romains dans le quartier, du temps des Sévères. Le culte de Mithra était très populaire chez les soldats. Les restes du camp des peregrini (Castra Peregrinorum), fonctionnaires détachés des armées de provinces pour le service dans la capitale, ont été retrouvés juste au-dessous de l'église Saint-Étienne. Le mithraeum appartenait au Castra Peregrinorum, mais il était sans doute également destiné aux soldats de la Ve cohorte des Vigiles (Cohors V Vigilum), dont la caserne était à proximité, de l'autre côté de la via della Navicella.
Des fouilles sont en cours dans le mithraeum. Un bas-relief de marbre de couleur, qui figure Mithra terrassant le taureau, du IIIe siècle, est conservé au Musée national romain.

## La Chapelle hongroise
Contrairement à d'autres nations européennes, les Hongrois n'ont pas d'église à Rome qui leur soit propre, parce que l'ancienne église Saint-Étienne-des-Hongrois (Santo Stefano degli Ungheresi), autrefois située au Vatican, fut abattue en 1778 pour faire place à la sacristie de la basilique Saint-Pierre. À titre de compensation pour la perte de l'ancienne église, le pape Pie VI ordonna la construction d'une chapelle hongroise à Saint-Étienne-le-Rond, selon les plans de Pietro Camporesi.
La chapelle hongroise est dédiée au roi Étienne Ier de Hongrie, (saint Étienne, Szent István en hongrois), premier roi canonisé des Magyars. La fête de saint Étienne est célébrée le 20 août. Des pèlerins hongrois s'y rendent fréquemment.
Des experts hongrois ont participé à la restauration en cours et à l'exploration archéologique de l'église pendant le XXe siècle, avec leurs collègues allemands et italiens. Parmi les visiteurs hongrois, on compte Vilmos Fraknói, Frigyes Riedl et László Cs. Szabó qui tous ont écrit sur l'histoire et l'importance de Saint-Étienne-le-Rond.
Les récentes découvertes archéologiques ont révélé dans la chapelle le sol antique de l'église, composé de dalles de marbre de couleur, qui a été restauré en 2006 par une équipe internationale, sous la direction de Zsuzsanna Wierdl.
Les fresques de la chapelle ont été peintes en 1776, mais récemment des couches de peintures plus anciennes ont été découvertes en dessous.
L'archidiacre János Lászai, chanoine de Gyulafehérvár, a été enterré dans le couvent de Saint-Étienne-le-Rond en 1523. Lászai quitta la Hongrie et s'installa à Rome où il devint confesseur du pape. Son monument funéraire est un exemple intéressant de la sculpture funéraire de la Renaissance. L'inscription dit : « Roma est omnium patria » (Rome est la patrie de tous).